# Sualocin
Sualocin (α Delphini) è un sistema binario della costellazione del Delfino. Dista circa 240 anni luce dal Sole.

## Caratteristiche del sistema
Sualocin A ha una magnitudine apparente di +3,77, ed è di tipo spettrale B9IV; questo indicherebbe una stella subgigante blu, con massa 3 volte quella del Sole e con un raggio 4 volte superiore. Possiede un'alta velocità rotazionale: circa 160 km/s, 70 volte maggiore rispetto a quella solare.
Sualocin-B, separata di 1 secondo d'arco dalla principale, è una stella di classe A di sequenza principale.
Tramite il satellite Hipparcos si è potuto stabilire che Sualocin-B presenta una luminosità pari ad un decimo rispetto a quella della sua compagna.
Le due stelle orbitano fra loro ad una distanza di circa 12 UA con un periodo di 17 anni.

## Etimologia
Il misterioso nome Sualocin, così come quello di Rotanev (β Delphini), comparve per la prima volta nel catalogo stellare di Palermo del 1814. Con un lavoro quasi da detective, l'astronomo inglese del XIX secolo Thomas Webb scoprì l'origine di questi due nomi alquanto bizzarri: non erano altro che il nome (Nicolaus) e il cognome (Venator) latinizzati e scritti al contrario dell'assistente del famoso astronomo Giuseppe Piazzi, Nicolò Cacciatore (Nicolaus Venator, appunto).